# 茶红素
茶红素（Thearubigins）是存在于红茶中的一种橙褐色色素，是茶叶发酵的产物。茶紅素呈紅色，是造成茶葉染色效果的主要原因。茶紅素呈紅色，是造成茶葉染色效果的主要原因。因此，紅茶（完全氧化的）茶通常呈現紅色，而綠茶或白茶的外觀則清晰得多。 然而，紅茶的顏色也受到許多其他因素的影響，例如茶黃素（另一種氧化形式的多酚）的含量。
茶紅素首先由 Roberts, E. A. H.在1960年代通過光譜學或分餾或纸色谱法進行了研究。 它們在 1969 年被鑑定為原花青素。  1983 年在體外模型中(in vitro model)研究了茶紅素的形成。 
1996年對紅茶提取物中的茶紅素進行了降解研究。  量化方法基於1995年的波特分析和 1992 年在 C18 吸附劑柱上進行的分離。 
一些新的結構被提出了，例如，在1997年的 theacitrin或在2003年（茶素A，Theasinensin A和茶素B, Theasinensin B） 。 進一步的研究在 2004 年使用了 MALDI-TOF 質譜法，在 2010 年使用了其他技術。 2009 年表明，紅茶中茶紅素的形成與兒茶素的消耗有關。 
在生物化学上，茶红素是一类分子差异极大的异质性红色或褐红色的酚性物质，但很难提取。
茶红素，橙褐色化合物占干茶的6%到8%的重量。茶红素在茶汤的味道，色泽，方面，起到了一定的作用，茶红素约占总颜色的35%，也在成品茶的褐色方面起到了重要的作用。